# Frédéric Kirschleger
Frédéric Kirschleger (Munster, 7 de janeiro de 1804 — Estrasburgo, 15 de novembro de 1869) foi um médico e botânico francês.
Frédéric Kirschleger foi criado pelo seu tio Charles Bartholdi (1762 - 1849), farmacêutico em Munster, que lhe deu as suas primeiras noções de história natural. Em 1823, inscreveu-se na Faculdade de medicina de Estrasburgo. O professor de botânica da faculdade e  farmacêutico-chefe de um hospital, Chrétien Nestler (1778 - 1832),  convidou-o para trabalhar na farmácia do hospital. Em 1829,  escreveu a sua tese de medicina: Essai sur les eaux minérales des Vosges.
De  1829 à 1834  instalou-se  como médico em Munster , e retomou rapidamente as suas investigações botânicas.  Em 1835,  o seu  fascínio pela botânica levou-o a deixar Munster  para fixar-se definitivamente  em Estrasburgo, onde foi nomeado professor de Botânica médica na Escola de Farmácia. Recebeu o título de doutor em ciências em 1946. 
De  1852 à 1862, publicou a obra capital da sua vida:  Flore d’Alsace et des contrées limitrophes en 3 volumes. Em  1862,  fundou a  "Société philomathique vogésorhénane" que, a partir de  1893  passou a chamar-se "Association philomathique d’Alsace et de Lorraine". 
Frédéric Kirschleger  morreu em Estrasburgo em 15 de novembro de 1869, no momento em que terminava a segunda edição da sua Flora .